# Provincia de Larache
La provincia de Larache (en árabe: العرائش‎, en lenguas bereberes: ⵍⵄⵔⴰⵢⵛ, en francés: Larache), es una provincia marroquí situada en la región de Tánger-Tetuán-Alhucemas, en la costa del Océano Atlántico al sur de Tánger. Tiene una población de 479.000 habitantes y una superficie de 2.690 km².

## Geografía
La provincia de Larache se creó el 14 de octubre de 1985, con parte de la Wilaya de Tetuán; hoy pertenece a la región de Tánger-Tetuán-Alhucemas. Está limitada al norte por la provincia de Tetuán y por la prefectura de Tánger-Arcila, al Sur por la provincia de Kenitra, al este por la provincia de Chauen y al oeste por el Océano Atlántico. 
Hay una zona montañosa que es la extensión occidental de la cadena del Rif, donde se encuentran principalmente las zonas rurales de Beni-Arus, Zaarur, Tazrut y Beni Gorfet colinas que rodean una llanura baja y pantanosa. La costa está conformada por cordones de dunas.

### Clima
Goza de clima mediterráneo, caracterizado por la alternancia de una temporada húmeda y fresca, de octubre a abril y una estación seca calurosa de mayo a septiembre. La media anual de precipitaciones varía entre 700 y 800 mm y se concentra casi totalmente en entre octubre y abril. En cuanto a las temperaturas, varían entre 6 °C durante el invierno y 32 °C en el periodo estival. La red hidrográfica de la Provincia incluye el río Lucus y sus afluentes, el agua de R'mel, el Makhazine El Oued Dam, la presa del Lukos y numerosas fuentes de agua

### Superficie
Cubre un área de aproximadamente 2783 km ². Su población es de unos 431 476 hab. (censo de 1994), incluidos los 201 485 habitantes. en los municipios y los centros urbanos y 229 991 hab. en municipios rurales. Por lo tanto, la tasa de urbanización es el 46,7 %. En cuanto a la densidad media, es 155 habitantes / km ². Hoy en día, muchos barrios han aparecido en las afueras de la ciudad. El más grande se está construyendo en la actualidad, es probablemente el distrito de "Almaghrib Aljadid" (en español,  Nuevo Marruecos). Que ofrece verdaderas perspectivas para el futuro de la ciudad.

## División administrativa
La provincia de Larache consta de 2 municipios y 17 comunas:

### Municipios
- Alcazarquivir
- Larache

### Comunas
| - Ayasa - Beni Arós - Beni Gorfet - Bu Yedián - Ksar Bjir - Aumara - Oulad Ouchih - Reixana - Rissana Janoubia | - Jemis del Sahel - Suaquen - Souk L'Qolla - Yuma el Tolba - Taatot - Tazarut - Ulad du Xih - Zarora - Zouada |

## Turismo
Con respecto a la capital, Larache, el lugar más animado se encuentra en torno a la plaza central (plaza de la Liberación o plaza de España) o en el lugar de la liberación de estilo árabe-andaluz, rodeado de numerosas terrazas de cafés. En este lugar, el barrio de Bab El Jemis delinea una de las entradas en la antigua Medina.
Dentro de la antigua Medina se encuentran:
- Zoco Esseghir (Zoco Chico)
- El mercado de hortalizas de instalación permanente,
- El laberinto de estrechas calles que conducen al puerto, pasajes, las casas con puertas de colores ...

Si viajamos a la ciudad de Lixus nos encontramos con:
- El antiguo hospital militar, que se encuentra en el centro de la ciudad. La arquitectura andaluza está a menudo presente, y en ese estilo se puede admirar el mercado que actualmente se encuentra en renovación (A 200 m de la plaza central).
- Un bosque de pinos a 500 metros de la plaza central y se extiende a lo largo de toda la playa.